# Caryocolum schleichi dianthella
Caryocolum schleichi dianthella é uma subespécie de insetos lepidópteros, mais especificamente de traças, pertencente à família Gelechiidae.
A autoridade científica da subespécie é Chrétien, tendo sido descrita no ano de 1925.
Trata-se de uma subespécie presente no território português.